# Eurymerodesmus dubius
Eurymerodesmus dubius är en mångfotingart som beskrevs av Chamberlin 1943. Eurymerodesmus dubius ingår i släktet Eurymerodesmus och familjen Eurymerodesmidae. Inga underarter finns listade i Catalogue of Life.